# 勝命雅
勝 命雅（かつ のぶまさ）は、江戸時代中期から後期にかけての御家人、旗本。旗本勝家の当主。鉄砲玉薬同心から昇進して広敷番頭になる。
勝海舟の高祖父である。また外孫に塩谷正房や大岡義方がおり、幕末大奥御年寄である瀧山の曾祖父、小納戸役の塩谷正路の高祖父でもある。

## 生涯
近江国坂田郡勝村を発祥とする物部姓勝家の出で、天正3年（1575年）より徳川家康に仕えて鉄砲玉薬同心となった御家人の勝時直（市郎右衛門）から4代目の勝家当主となり、初めは歴代同様に鉄砲玉薬同心となる。
その後、表火番から支配勘定に転じて、宝暦2年（1752年）に御家人から旗本に家格を進めて、材木石奉行となる。明和5年（1768年）に広敷番頭に就任する。
安永6年（1777年）に死去。享年68。息子の勝曹淓（安五郎）が家督を継ぐ。